# Robert Primus
Robert Primus (ur. 10 listopada 1990 w Morvancie) – trynidadzki piłkarz grający na pozycji obrońcy.

## Kariera klubowa
Primus profesjonalną karierę rozpoczął w rodzinnym kraju w klubie San Juan Jabloteh. W 2011 roku zdecydował się na wyjazd do Kazachstanu, gdzie został piłkarzem klubu FK Aktöbe.

## Kariera reprezentacyjna
Primus ma na koncie występy w mistrzostwach świata do lat 17 w 2007 roku, a także do lat 20 dwa lata później. W seniorskiej reprezentacji Trynidadu i Tobago zadebiutował 18 marca 2009 roku w towarzyskim meczu przeciwko Panamie.

## Sukcesy
Aktobe
- Mistrzostwo Kazachstanu: 2013